# Tèrraclapièr
Tèrra Clapièr (en francès Terre-Clapier) és un municipi occità del Llenguadoc, situat al departament del Tarn i a la regió d'Occitània.

## Demografia
| 1962                                       | 1968 | 1975 | 1982 | 1990 | 1999 | 2007 |
| ------------------------------------------ | ---- | ---- | ---- | ---- | ---- | ---- |
| 218                                        | 247  | 244  | 234  | 218  | 215  | 238  |
| Des de 1962: població sense dobles comptes |      |      |      |      |      |      |

## Administració
| Període | Identitat        | Partit |
| ------- | ---------------- | ------ |
| 2008-   | Maurice Rouquier |        |